# Antoni Tallander
Antoni Tallander   (segle XV - Càpua, 1446), de malnom mossèn Borra, fou mestre de bufons i servent a les corts del rei Martí a Sicília i del rei Alfons el Magnànim a Nàpols.

## Biografia
Va arribar a tenir un gran prestigi i fou considerat home de talent i distinció, tant per la seva qualitat gramatical com pel seu sarcasme fent mofa de la vanitat i l'orgull. El rei el tingué en gran consideració i li arribà a confiar algunes missions diplomàtiques: el 1416 fou enviat al concili de Constança, i seguí després l'emperador Segimon a Lorena, Estrasburg i Ulm. Destaquen les seves cròniques informatives al monarca, d'un to directe i pintoresc. El 1423, formava part de la comitiva d'Alfons el Magnànim a la seva arribada a Barcelona.
El 1438, a València, feu escriure un llibre, Summa de col·lacions o de justaments, compilació de sentències sobre cada un dels estaments de la república. Tingué com a valedor el bisbe de Girona i arquebisbe de Tarragona, Dalmau de Mur. Acabà gaudint d'una certa fortuna i realitzà préstecs a persones de relleu.
Trobant-se ja moribund, li fou dedicada per Ausiàs March, bon amic seu, la notable poesia Oh, quant és foll. Després de la seva mort, les seves despulles foren enterrades a la catedral de Barcelona, dins d'un sepulcre amb una làpida de bronze on ell és representat, a l'entrada a la capella de Santa Llúcia.
A partir de la publicació d'un text el 31 de desembre del 1792 al Diari de Barcelona en què apareixia mencionat el dit mossèn Borra, la seva fama va canviar, passant a representar la imatge de la gola i dels excessos amb l'alcohol. El text en qüestió és una carta reial en la qual el bufó va rebre el privilegi de poder beure sempre totes aquelles begudes alcohòliques que desitgés. De tota manera, aquesta carta no es conserva i l'origen d'aquest rumor és de molt dubtosa procedència.
La seva vídua, Agnès Collell, morí el 1446 i deixà hereus els dos fills: Joan, canonge de Barcelona, i Antoni. Un germà de mossèn Borra, l'argenter Pere Tallander, en fou el marmessor. La seva personalitat, influent i faceciosa, resta encara enigmàtica.
Antoni Bulbena i Tusell, escriptor i lexicògraf barceloní, feu servir aquest nom com a pseudònim en la seva obra Lliçons familiars de gramàtica catalana (1898).